# Rynchops
Rynchops is een geslacht van vogels uit de familie van de meeuwen (Laridae). De naam wordt ook wel gespeld als Rhynchops. Het geslacht wordt door sommige auteurs als enige in de aparte onderfamilie Rynchopinae geplaatst. De wetenschappelijke naam van het geslacht werd in 1758 gepubliceerd door Carl Linnaeus. Linnaeus behandelde de geslachtsnaam als een vrouwelijk woord, maar op grond van ICZN Art. 30.1.4.3 moet het als een mannelijk woord worden behandeld.

## Soorten
- Rynchops albicollis – Indische schaarbek
- Rynchops flavirostris – Afrikaanse schaarbek
- Rynchops niger – Amerikaanse schaarbek